# Комсомольский (Кемеровская область)
Комсомольский — посёлок в Топкинском районе Кемеровской области. Входит в состав Шишинского сельского поселения.

## География
Центральная часть населённого пункта расположена на высоте 234 метров над уровнем моря.

## Население
По данным Всероссийской переписи населения 2010 года, в посёлке Комсомольский проживает 139 человек (71 мужчина, 68 женщин).